# Textos dos Sarcófagos

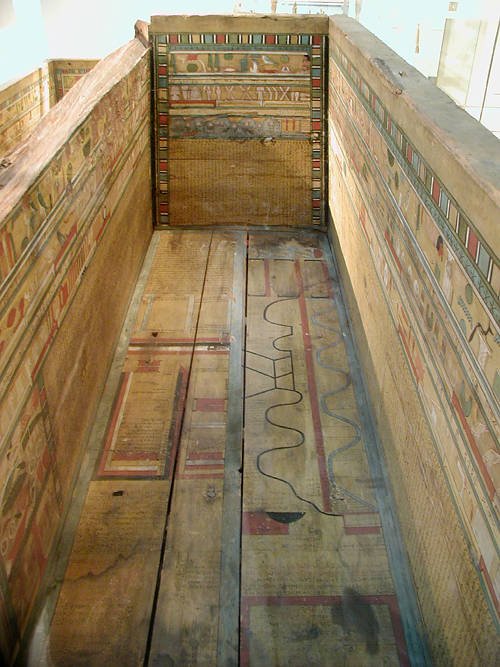
Sarcófago do Império Médio com as inscrições em seus painéis.

Os Textos dos Sarcófagos são uma coleção de feitiços funerários do Antigo Egito escritos em sarcófagos a partir do Primeiro Período Intermediário. Eles são parcialmente derivados dos Textos das Pirâmides anteriores, que eram reservados apenas para uso real, mas também contêm substancial material novo relacionado aos desejos cotidianos, indicando um novo público-alvo de pessoas comuns. Os textos dos sarcófagos datam de cerca de 2100 a.C. Egípcios comuns que podiam pagar por um sarcófago tinham acesso a esses feitiços funerários, e o faraó já não tinha mais direitos exclusivos a uma vida após a morte.
Como o nome moderno dessa coleção de cerca de 1.185 feitiços sugere, eles foram majoritariamente inscritos em sarcófagos do Império Médio. Eles também foram, às vezes, escritos nas paredes de tumbas, em estelas, em baús canópicos, em papiros e em máscaras mortuárias. Devido às superfícies limitada para a escrita em alguns desses objetos, os feitiços eram frequentemente abreviados, dando origem a versões longas e curtas, algumas das quais foram posteriormente copiadas no Livro dos Mortos.